# 星剧本
《星剧本》（英語：Best Story）是时任星洲媒体集团首席运营官陈志云先生在其任内最得意的计划。该计划目的是要让星洲媒体年轻化。《星剧本》由星洲电子报及海鸥集团主办的让年轻人发挥创意想象故事的活动，这个活动进行時間為2016年7月18日到2016年9月10日。活動結束后，前3强拍成了微电影，分別是汤梅芝的《差一点先生》、黄循文的《寻找朱燕冰》和曾莹莹的《衣柜》。这三部微电影雖然类型不同，但被剪接成為一部电影。而故事创作比赛后，就实行了甄选演员活动，最后甄选了超过30位演员。2017年开始拍攝微电影并剪接，並於2018年1月18日在影院上映。电影導演為陈立谦（《差一点先生》）、尹文釬（《寻找朱燕冰》）和丁仕昀（《衣柜》），电影由星洲媒体集团、乐盟电影和晟创电影有限公司联合出品。

## 电影背景
《星剧本》故事创作比赛，最原始的初衷是要打造一个为本地影视圈培育新生代的平台、鼓励本
土创作、为大马影视播下一颗梦想的种子，协助所有大马人追逐与成就电影梦。
从一开始收到逾千份参赛作品，并选出 3 份佳作拍摄成电影，到逾八百人参与演员试镜，《星剧
本》已经不是一项简单的比赛，反而是梦想实现的真实例子。
当初宣布《星剧本》开跑时，这在大马编剧和电影界造成轰动，各大层面的艺人导演都鼎力支持；
到拍成电影时，演员也不计酬劳爽快答应，为的就是协助一班对电影有梦想的人。
《星剧本》一路走来获得许多人的关注与支持，无论是影视界还是文艺界；从征稿到电影上映，
一共历时十八个月。
星洲媒体集团将从售出的每张戏票中，将本身的收益全数捐出，充作为学生阅读计划（NIE 
Programme）的资金，以鼓励更多孩子培养阅读的好习惯，同时为孩子铸造一支开启知识宝库的
钥匙，打造知识丰富的新生代。

## 规则
《星剧本》微电影故事创作比赛只开放给40岁以下的马来西亚公民。参赛方式可以以个人或团体名义参赛。参赛者只需到《星
剧本》官网完成线上注册，并把完成的作品以pdf档上载到指定的邮址即可。作品遴选过程将分为初选和决选两个阶段进行。
初选阶段会由5位评审，从所有参赛作品（共1000份剧本）中遴选出10份优秀作品进入决选。之后，再由7位决赛评审，选出一份最佳《星剧本
》及四份优胜奖作品。
最佳《星剧本》作品出炉后，将会有一场竞争热烈的试镜活动让想要参与影片演出的大众进行面试，从中选出合适的人选担任其中角色。
大马知名导演李勇昌所率领的专业电影团队，把最佳《星剧本》拍摄成具电影规格的微
电影（后除了冠军剧本被拍摄以外，其余4强剧本被抽取2强剧本来拍摄。宣传片说明本来是由冠军的剧本会被拍摄，后除了冠军剧本被拍摄以外，其余4强就要看评审的决定才开始抽取2部剧本来拍摄），并于颁奖典礼上（当时在2018年1月18日，颁奖典礼就在首映礼当天举办）播出。

## 评审

### 初赛
- 李治成（Astro中文部研发与制作总监）
- 林资深（海鸥集团美术顾问）
- 丁仕昀（马来西亚电影编剧）
- 黄俊麟（星洲日报副刊组主任）
- 谢丽芬（星洲日报娱乐组高级记者）
- 陈钰莹（马来西亚编剧）
- 贺倾文（马来西亚导演）

### 决赛
- 高志森（香港资深导演兼编剧）
- 胡仲光（台北影业总经理兼金马奖执委）
- 周青元（马来西亚著名导演）
- 李勇昌（大马导演兼编剧）
- 陈志云（星洲媒体集团营运总监）
- 曾毓林（星洲日报副执行总编辑）
- 陈莉珍（星洲网网络内容总监）

## 所有参赛者剧本里挑选的10强参赛者
| 《差一点先生》   |
| 《衣柜》         |
| 《小鸡》         |
| 《幸福的声音》   |
| 《寻找朱燕冰》   |
| 《回乡》         |
| 《都市321》      |
| 《人生》         |
| 《小英雄大英雄》 |
| 《囚》           |

## 10强
| 图解 | 参赛者成为五强 | 五强选择赛遭淘汰 |

| 《差一点先生》   |
| 《衣柜》         |
| 《小鸡》         |
| 《幸福的声音》   |
| 《寻找朱燕冰》   |
| 《回乡》         |
| 《都市321》      |
| 《人生》         |
| 《小英雄大英雄》 |
| 《囚》           |

## 5强
| 图解 | 参赛者获得总冠军 |  | 参赛者获得总冠军（已透露参赛者姓名） |  | 参赛者虽淘汰但满意剧本后开始拍摄（已透露参赛者姓名） |  | 遭淘汰并未知何时拍摄（没透露参赛者姓名） |

| 《差一点先生》——汤梅芝 |
| 《衣柜》——曾莹莹       |
| 《寻找朱燕冰》——黄循文 |
| 《回乡》               |
| 《小英雄大英雄》       |

### 特别奖剧本
| 图解 | 已获得特别奖（已透露参赛者姓名，已经拍摄） | 已获得特别奖（已透露参赛者姓名，但从未开始拍摄） |

| 《衣柜》——曾莹莹         |
| 《寻找朱燕冰》——黄循文   |
| 《回乡》——许莉娜         |
| 《小英雄大英雄》——黄伟诚 |

## 剧本被拍成微电影的故事背景
| 图解 | 参赛者获得总冠军 | 参赛者获得总冠军 |

| 参赛者 | 电影剧本       | 背景                                     | 导演   | 备注 |
| ------ | -------------- | ---------------------------------------- | ------ | --- |
| 汤梅芝 | 《差一点先生》 | 这部电影是一部悬疑、有灰色幽默的喜剧。   | 陈立谦 | 这部电影在比赛里获得了冠军，还获得了奖杯和奖状。                                                                        |
| 黄循文 | 《寻找朱燕冰》 | 这部电影是一部浪漫爱情片。               | 尹文釬 | 故事男主角是以自己为主（名字是自己的名，是由林健辉饰演），而角色不是黄循文本人亲自饰演。 这部电影曾在比赛里入围了五强。 |
| 曾莹莹 | 《衣柜》       | 这部电影是一部有充满恐怖和惊悚的微电影。 | 丁仕昀 | 这部电影曾在比赛里入围了五强。                                                                                          |

## 故事大纲
这是讲述发生在大马金钱游戏崩盘期间的故事。

## 演出
图解：
 编剧的剧本获得总冠军

### 差一点先生
导演：陈立谦

编剧：汤梅芝

#### 主角
| 演員   | 角色       | 暱稱／關係 |
| 叶朝明 | 陈耀祖     | 差一点先生 他有很多差一点，如差一点成为国庆宝宝、差一点成为模范生、差一点拿到第一桶金、差一点抢到她心爱的女人 每一场合，他所说的“差一点”是以华语发音 Angel的前男友 |
| 林德荣 | Darren Ong | Dareen 喜欢摇滚 Angel的老公 |

#### 联合主演（专业演员）
| 演員   | 角色       | 暱稱／關係 |
| 陈鸿   | Gan        | Mr.Gan |
| 叶剑峰 | 陈耀祖父亲 | 曾希望孩子可以在国庆日出生（当时是11时50多分钟），因为如果孩子成为国庆宝宝就可以拿到终身免费奶粉，最后因为差了一秒钟而导致他的希望落空 开头自己也说明“我不是叶剑峰”和他的希望落空后，想哭之前，他又在片尾说了一句“感谢您的收看”后，继续哭了一场 |

### 寻找朱燕冰
导演：尹文釬

编剧：黄循文（本人并没有参与，但个人名字亦出现其中）

#### 主角
| 演員 | 角色 | 暱稱／關係 |

| 演員   | 角色   | 暱稱／關係 |
| 林健辉 | 黄循文 | 编剧 小学3年级的校友，3年级时是1992年 没有积极面对的人 记性差 他想了一个浪漫爱情的剧本，而记性差的他竟然把老师说的“Choo Yan Ping”认为是女生的名字，也以为那个女孩是“Choo Yan Ping”就把他叫做“朱燕冰”，实际是老师问“Choo Yan Ping”（中文名为朱焉品）的小男生去了哪里，那个女孩（小时候的乐乐）就说“Choo Yan Ping去了厕所”，后来他真相大白后才跟监制说他放弃写了这部电影的剧本 |
| '      | 刘诗乐 | 乐乐 喜欢看侦探小说，也是侦探小说狂 长大想当侦探，目前正在店里打工 小学3年级的校友，3年级时是1992年 小时候会弹钢琴 当小时候黄循文被欺负的时候，都是她替黄循文出头 |
| 曾洁钰 |        | |

### 衣柜
导演：丁仕昀

编剧：曾莹莹
注：这部电影有些许恐怖、恶心、惊悚及强奸（隐蔽）镜头。

#### 主角
| 演員   | 角色 | 暱稱／關係                                                                                              |
| 蔡佩璇 | 康宁 | 康静的姐姐 小时候有童年阴影，到最后因爸爸自杀后才导致姐妹分离                                           |
| 黄明慧 | 康静 | 康宁的妹妹 小时候有童年阴影，就是被她的爸爸强奸，到最后因爸爸自杀后才导致姐妹分离，让康静一个人去吉隆坡 |

### 甄选后的30强素人演员

#### 试镜活动说明
自《星剧本》剧本甄选后，星洲日报决定开始举办《星剧本》的试镜活动。这个活动将于2017年4月23日，在星洲日报总社主办《星剧本》优秀作品之电影演员试镜活动，电影的监制李勇昌及导演团将亲自甄选演员。而甄选演员的年龄则是老少咸宜。
他们的报名方式是：

1）他们必须留意2017年3月30日至2017年4月23日期间的《星洲日报》报章，索取报名表格。

2）他们必须携带报名表格连同一张2017年3月30日至2017年4月23日期间的《星洲日报》报头，或任何于2017年3月30日至2017年4月23日期间购买海鸥集团旗下产品的收据。
而星洲日报除了在总社举办，还在以下三个地点让他们可以圆演员的梦，如下：
| 州属   | 日期       | 地点                                        |
| 柔佛场 | 20.05.2017 | 士姑来国光一校 SJK(C) KUO KUANG             |
| 古晋场 | 27.05.2017 | 古晋晋城酒店 KUCHING PARK                   |
| 槟城场 | 03.06.2017 | 槟城中路星洲日报礼堂 SIN CHEW PENANG OFFICE |

#### 被选出来的素人演员
目前只有29名素人演员参与。
| 演員   | 角色                           | 参与短片   | 备注                                                    |
| 陈宇正 | 学生                           | 差一点先生 |                                                         |
| 潘彦希 | 学生                           | 差一点先生 |                                                         |
| 张善熙 | 校长                           | 寻找朱燕冰 | 她是一位在1996年，倒闭的制作公司HVD的第七届训练班演员。 |
| 王圣德 | 学校保安                       | 寻找朱燕冰 |                                                         |
| 李志川 | 神父                           | 差一点先生 |                                                         |
| 翁嘉镁 | 圣母                           | 差一点先生 |                                                         |
| 王美凤 | 新娘                           | 差一点先生 |                                                         |
| 陈祖舜 |                                | 衣柜       |                                                         |
| 林喜明 |                                | 寻找朱燕冰 |                                                         |
| 陈芷琳 | 黄循文里梦中的朱燕冰（小学生） | 寻找朱燕冰 | 实际那个梦中的小朱燕冰其实是乐乐                        |
| 张宇涛 | 小时候的黄循文                 | 寻找朱燕冰 |                                                         |
| 伍樑盛 |                                | 寻找朱燕冰 |                                                         |
| 叶晓倩 |                                | 差一点先生 |                                                         |
| 虞永权 |                                | 差一点先生 |                                                         |
| 夏凯蕊 | 陈菲菲                         | 差一点先生 |                                                         |
| 黄晓虹 |                                | 寻找朱燕冰 | 她是星洲日报的执行编辑。                                |
| 陈家文 |                                | 寻找朱燕冰 |                                                         |
| 邓芯宁 | 小时候的康宁                   | 衣柜       | 和邓悦宁的关系是双胞胎姐妹。                            |
| 邓悦宁 | 小时候的康静                   | 衣柜       | 和邓芯宁的关系是双胞胎姐妹。                            |
| 陈续峰 | 坏学生                         | 寻找朱燕冰 |                                                         |
| 吕乐佑 | 坏学生                         | 寻找朱燕冰 |                                                         |
| 殷学铭 |                                | 寻找朱燕冰 |                                                         |
| 叶杏僡 |                                | 差一点先生 |                                                         |
| 黄欣颖 | 护士                           | 差一点先生 |                                                         |
| 李洁   | Mr.Gan老婆                     | 差一点先生 | 她之前有一些电影或者电视剧都是临时演员。                |
| 杨特福 | 肉干店收银员                   | 衣柜       |                                                         |
| 蔡安妮 | 神经质老师                     | 差一点先生 |                                                         |
| 陈均颐 | 小时候的陈菲菲                 | 差一点先生 |                                                         |
| 侯永文 |                                | 差一点先生 |                                                         |

## 反应
自从《星剧本》电影上映后，星洲媒体集团总监陈志云去到了某间华小邀请学生和老师来观赏《星剧本》。
2018年大约3月份，电影《星剧本》已经在制作公司兼联合出品公司乐盟电影的授权下，把电影DVD发行版权交给了K&L MEDIA 的老板WILLIAM SIM来发行DVD（当时星洲媒体集团和晟创电影有限公司毫不知情，而DVD封面只看得到制作公司兼联合出品公司乐盟电影的标志，没有看到任何一个星洲媒体集团或者晟创电影的标志）。